# THANK YOU & GOOD BYE
『THANK YOU & GOOD BYE』（サンキュー アンド グッドバイ）は、布袋寅泰の16枚目のシングル。

## 概要
1998年1月28日に、東芝EMIから発売された。
1997年11月に離婚した山下久美子へ捧げた楽曲。当時既にアルバム『SUPERSONIC GENERATION』の楽曲制作に取り掛かっていたが、山下へ楽曲を捧げたいという心境のもとリリースへと至っている。マイケル・ケイメンがプロデュースを担当。第三者にプロデュースを依頼した初の作品。同時に第三者による単独プロデュースはソロキャリアでは本作のみ。ジャケット写真をハービー・山口が手掛けた。オリジナルアルバム未収録シングル曲。『GREATEST HITS 1990-1999』などのベスト・アルバムしか収録されていない。

## 収録曲
| 全作詞・作曲: 布袋寅泰、全編曲: マイケル・ケイメン。 |                                        |          |            |      |
| #                                                    | タイトル                               | 作詞     | 作曲・編曲 | 時間 |
| 1.                                                   | 「THANK YOU & GOOD BYE」               | 布袋寅泰 | 布袋寅泰   | 4:31 |
| 2.                                                   | 「THANK YOU & GOOD BYE backing track」 | 布袋寅泰 | 布袋寅泰   | 4:31 |
| 合計時間:                                            | 合計時間:                              | 9:02     |            |      |

## 収録アルバム
- ベスト『GREATEST HITS 1990-1999』（1999年6月23日）